# كريس أرمسترونغ
كريس أرمسترونغ (بالإنجليزية: Chris Armstrong)‏ (8 نوفمبر 1984 في المملكة المتحدة - ) هو لاعب كرة قدم بريطاني في مركز الهجوم. لعب مع باتريك أتلتيك وستوكبورت كونتي وكوين أوف ساوث وليدز يونايتد ونادي روتشديل ونادي غالواي ‏ وغالواي يونايتد ‏.

## وصلات خارجية
- كريس أرمسترونغ على موقع قاعدة بيانات كرة القدم.إي يو (الإنجليزية)
- كريس أرمسترونغ على موقع Soccerbase.com (لاعب) (الإنجليزية)